# Opilo mollis
Opilo mollis је инсект из породице Cleridae.. Настањује претежно земље Централне Европе, али и неке скандинавске. Инсект је мали, дуг је 9–13 mm.